# Cabassous tatouay
Tatou gumnure, Tatou à queue nue géant
Espèce
Statut de conservation UICN

 LC  : Préoccupation mineure
Statut CITES
Le Tatou gumnure ou Tatou à queue nue géant (Cabassous tatouay)  est une espèce de tatou originaire d'Amérique du Sud. Il a été décrit par Anselme Gaëtan Desmarest en 1804.

## Répartition

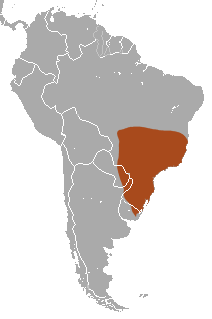
Répartition de l'espèce en Amérique du Sud.

Cabassous tatouay vit  en Uruguay, au Brésil, en Argentine et au Paraguay.